# José Quezada
José Antonio Quezada Salazar (Santiago, Chile, 17 de agosto de 1990) es un futbolista y feriante chileno. Juega de arquero.

## Carrera
Quezada Debutó con Palestino (club de fútbol) el 2010 contra San Luis de Quillota, encuentro en el cual ganó el cuadro tricolor por 3 goles a 2. El año 2011 disputó 4 partidos en el Torneo Apertura 2011 (Chile). En abril de 2015 es desvinculado del club árabe.
Desde 2015 a 2017 defendió el pórtico de Magallanes disputando partidos de Primera B y Copa Chile.
En 2017 ficha por Unión Española.
En el año 2019 ficha por Cobreloa, equipo de Primera B. Luego de dicha temporada queda libre, donde se dedicó a trabajar como feriante en la Feria Lo Valledor, como a utilizar su cuenta de Twitter (donde se burló de la depresión del jugador Leandro Reymúndez), en marzo de 2023 es anunciado como nuevo jugador de Deportes Recoleta.

### Selección nacional
Quezada participó en tres partidos del Campeonato Sudamericano Sub-15 de 2005, donde dio sus primeros pasos como arquero de la selección nacional.

## Clubes
| Club              | País  | Año       |
| ----------------- | ----- | --------- |
| Palestino         | Chile | 2009-2015 |
| Magallanes        | Chile | 2015-2017 |
| Unión Española    | Chile | 2017-2018 |
| Cobreloa          | Chile | 2019      |
| Deportes Recoleta | Chile | 2023      |